# جين إيجلز
جين إيجلز (يوجينيا إيجلز، 26 حزيران من 1890- إلى 3 أكتوبر 1929) ممثلة مسرحية وسينمائية أمريكية. كانت إيجلز السابقة لفيلم فتاة زيجفيلد، تضخمت شهرة ايجلز في برودواي والدخول للأفلام الصوتية. تم ترشيحها بعد وفاتها لجائزة الأوسكار لأفضل ممثلة في دورها عام 1929 في فيلم الرسالة بعد وفاتها فجأة في ذلك العام عن عمر يناهز 39 عامًا.

## بداية الحياة
كانت يوجينيا إيجلز الثانية من بين ستة أطفال ولدوا لإدوارد من أصل هوجوينو ألماني وفرنسي. وزوجته جوليا إيجلز (ني سوليفان)، التي كانت من أصل أيرلندي. سنة ميلادها معطى من 1888، 1890 (بداية السيرة الحياتية)، 1891، 1892، 1893 (شهادة الوفاة)، أو 1894. جين التي غيرت فيما بعد تهجئة اسم عائلتها إلى «إيجلز»، ادعت لاحقًا أن والدها كان مهندسًا معماريًا إسبانيًا وولدت في بوسطن. وهي ولدت في مدينة كانساس بولاية ميسوري وكان والدها نجارًا.
التحقت إيجلز بمدرسة سانت جوزيف الكاثوليكية ومدرسة موريس العامة. تركت المدرسة بعد وقت قصير من المناولة الأولى لها للعمل محاسبة في متجر.

## الحياة مهنية
بدأت إيجلز حياتها المهنية في التمثيل في سن مبكرة في مدينة كانساس. وظهرت في مجموعة متنوعة من الأماكن الصغيرة. غادرت مدينة كانساس في سن الخامسة عشر تقريبًا وتجولت في وسط غرب الولايات المتحدة مع العرض المسرحي المتنقل للأخوان دوبنسكي في مهنة الرقص. لعبت لاحقًا دور السيدة الرائدة في العديد من الأعمال الكوميدية والدرامية التي قدماها الأخوان دوبينسكي. عندما كانت مراهقة، تزوجت من موريس دوبينسكي الذي في كثير من الأحيان لم يكن رؤووفا بها.

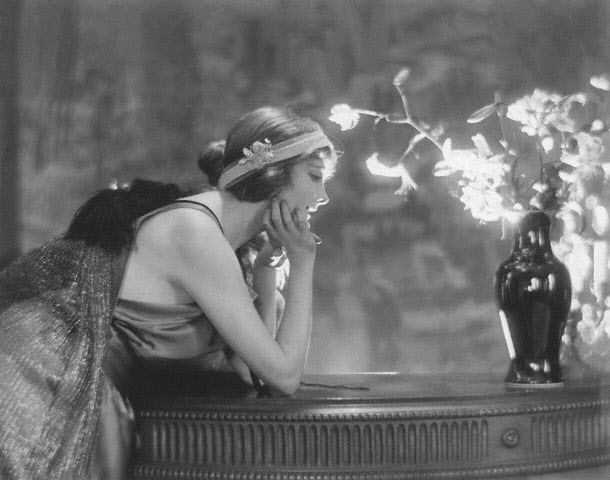
النسور بعدسة أدولف دي ماير في عام 1921 مرتدية فستانًا وعباءة من تصميم باريس كوتورير لويز شيرو

قرابة عام 1911. انتقلت إلى مدينة نيويورك، حيث عملت في وأصبحت في النهاية بطلة فيلم فتاة زيغفيلد. كان لون شعرها بني، لكنها قامت بتبييضه عندما ذهبت إلى نيويورك. خلال هذه الفترة، كان بيفرلي سيتغريفز أحد مدربيها بالوكالة. كانت في فريق التمثيل الداعم لـ مانع فتاة الطلاء في مسرح ليسيوم في سبتمبر 1912. لعبت إيجلز أمام جورج أرليس في ثلاث مسرحيات في عامي 1916 و 1917.
في عام 1915، ظهرت في أول فيلم لها. كما صنعت ثلاثة أفلام لشركة ثانهاوسر فيلم في 1916-17. في عام 1918 ظهرت في الآباء، من إنتاج ديفيد بيلاسكو. تركت هذا العرض بسبب المرض وسافرت بعد ذلك إلى أوروبا. ظهرت في العديد من عروض برودواي الأخرى بين عامي 1919 و 1921.
في عام 1922، كان لها دور البطولة الأول في مسرحية رين لجون كولتون وكليمنس راندولف، والتي تستند إلى قصة قصيرة كتبها دبليو سومرست موغام. دورها المفضل، لعبت إيجلز دور سادي طومسون، وهي روح متحررة وغير شرعية تواجه واعظًا من الكبريت في جزيرة جنوب المحيط الهادئ. ذهبت في جولة مع رين لمدة موسمين آخرين وعادت إلى برودواي لتقديم أداء وداع في عام 1926.

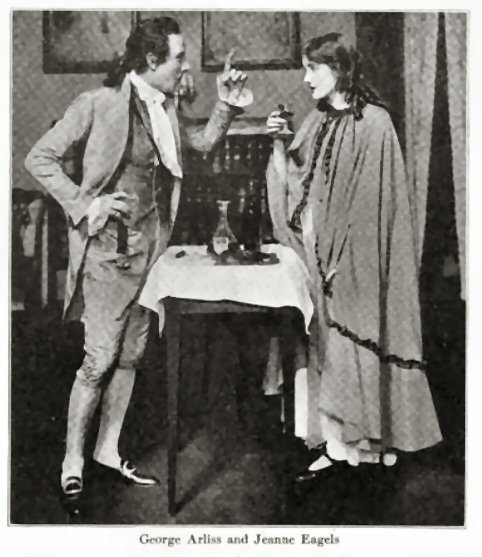
إيجلز مع جورج أرليس في برودواي مسرحية هاميلتون، 1917

في عام 1926، عُرض على إيجلز دور روكسي هارت في مسرحية مورين دالاس واتكينز في شيكاغو، لكنها خرجت أثناء التدريبات. ظهرت بعد ذلك في الكوميديا (1927) حبيبها من الورق مع ليزلي هوارد حيث قامت بجولة لعدة أشهر. بعد فقدان بعض العروض بسبب تسمم بتومين، عاد إيجلز إلى فريق التمثيل في يوليو 1927 لحضور عرض مسرح إمباير.
بعد موسم في برودواي، أخذت استراحة لتصنع فيلمًا. ظهرت أمام جون جيلبرت في فيلم الرجل والمرأة والخطيئة (1927)، من إخراج مونتا بيل. في عام 1928، بعد الفشل في الظهور في عرض في ميلووكي ويسكونسن، تم منع إيجلز من المسرح لمدة 18 شهرًا من قبل نقاد التمثيل. لم يمنع الحظر إيجلز من العمل في الأفلام، وقد صنعت فيلمين صوتيين لـ الرسالة والصور القصوى والغيرة (تم إصدار كلاهما في عام 1929).

## الحياة الشخصية
تزوجت إيجلز مرتين. كان زواجها الأول من الممثل موريس دوبينسكي الذي تزوجته عندما كانت مراهقة. وبحسب ما ورد كان للزوجين ابن توفى (تسبب في إصابة إيجلز بإنهيار عصبي) أو تم التخلي عنه للتبني بعد انفصال الزوجين. تطلقى ايجلز ودوبنسكي. في أغسطس 1925، تزوجت إيجلز من إدوارد هاريس "تيد" كوي، نجم كرة القدم السابق في جامعة ييل والذي أصبح سمسارًا في البورصة. لم ينجبا أطفالا تطلقى في يوليو 1928.

## الموت والإرث
خلال ذروة نجاحها، بدأت إيجلز في تعاطي المخدرات والكحول وأصبحت مدمنة. ذهبت إلى العديد من المصحات في محاولة للتخلص من الاعتماد عليها. بحلول منتصف العشرينات من القرن الماضي، بدأت في استخدام الهيروين. عندما دخلت في الثلاثينيات من عمرها، بدأت إيجلز تعاني من نوبات اعتلال في صحتها تطورت بسبب تعاطيها المفرط للمواد المخدرة.
في سبتمبر 1929، خضعت إيجلز لعملية عين في مستشفى سانت لوك في مدينة نيويورك. في ذلك الوقت، كانت تعاني أيضًا من مشاكل في التنفس الالتهاب عصبي. بعد إقامة لمدة عشرة أيام، عادت إيجلز إلى شقتها في بارك أفينيو. في 3 أكتوبر 1929، توجهت إيجلز وسكرتيرتها إلى مستشفى بارك أفينيو حيث كان لدى إيجلز موعد. أثناء حديثها مع الطبيب، بدأت تعاني من تشنجات وتوفيت بعد ذلك بوقت قصير. استنتج مساعد كبير الفاحصين الطبيين الذي أجرى تشريح جثة إيجلز أنها ماتت بسبب «الذهان الكحولي». وذكر الطبيب الشرعي أنه بينما لم تتناول إيجلز الكحول في اليومين السابقين على وفاتها، إلا أنها كانت «تتصرف بغرابة» وتعاني من الهلوسة قبل وفاتها بثلاثة أو أربعة أيام. كشفت تقارير علم السموم أن إيجلز كانت لا تزال تحتوي على الكحول في أعضائها عندما ماتت بالإضافة إلى الهيروين وهيدرات الكلورال (مهدئ تأخذه إيجلز بانتظام للنوم). نُسبت وفاتها إلى جرعة زائدة من هيدرات الكلورال.
بعد عدة خدمات في نيويورك في كنيسة فرانك إي كامبل الجنائزية، تلقت إيجلز جنازة ثانية عندما أعيد جسدها إلى كانساس سيتي في 7 أكتوبر، حيث دفنت في مقبرة الجمجمة. لقد نجت والدتها جوليا إيجلز والعديد من إخوتها.
تم ترشيح إيجلز بعد وفاتها لأفضل ممثلة عن دورها في الرسالة في حفل توزيع جوائز الأوسكار الثاني في عام 1930. كانت أول فنانة ترشحها الأكاديمية بعد وفاتها، على الرغم من أن ترشيحاتها مثل جميع الترشيحات في حفل توزيع جوائز الأوسكار الثاني كانت غير رسمية كونها من بين العديد من الممثلات «تحت الاستطلاع» من قبل مجلس القضاة.
في عام 1957، أنتجت اعمال كولومبيا (استوديو أفلام أميريكي وشركة إنتاج وتوزيع) سيرة ذاتية لفيلم خيالي في الغالب بعنوان جين إيجلز، مع صورتها المأخوذة بواسطة كيم نوفاك. رفعت عائلة إيجلز دعوى قضائية ضد كولومبيا بشأن الطريقة التي تم بها تصوير إيجلز في الفيلم.

## السير السينيمائي

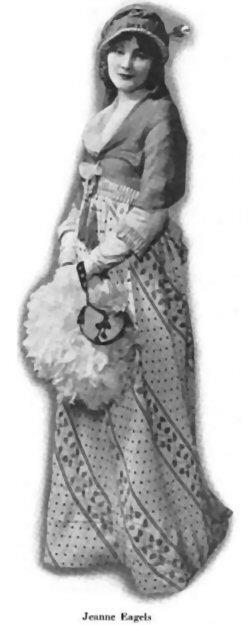
ظهرت ايجلز في قارع الناقوس، المجلد 23، 7 يوليو 1917

| سنة  | عنوان             | دور              | ملاحظات                           |
| ---- | ----------------- | ---------------- | --------------------------------- |
| 1913 | آسر القلوب        |                  |                                   |
| 1913 | عروس البحر        |                  |                                   |
| 1914 | جسر البحر         | السّيدة. ويليس    |                                   |
| 1915 | بيت الخوف         | غريس كرامب       |                                   |
| 1916 | العالم والمرأة    | امرأة من الشوارع |                                   |
| 1917 | حرائق الشباب      | أخت بيلي         | تم تصنيفها باسم جين إيجلز         |
| 1917 | تحت ألوان كاذبة   | الكونتيسة أولغا  |                                   |
| 1918 | الصليب حامل       | ليان دي ميرود    |                                   |
| 1919 | مادونا العشوائيات |                  |                                   |
| 1927 | رجل وامرأة وخطيئة | فيرا وورث        |                                   |
| 1929 | الرسالة           | ليزلي كروسبي     | رشحت - جائزة الأوسكار لأفضل ممثلة |
| 1929 | الغيرة            | ايفون            | فيلم مفقود                        |